# Уран, Ригоберто
Ригобе́рто Уран Уран (исп. Rigoberto Urán Urán; род. 26 января 1987, Уррао, Колумбия) — колумбийский профессиональный шоссейный велогонщик, выступающий c 2017 года за команду «EF Pro Cycling». Призёр общего зачёта многодневок «Тур де Франс» и «Джиро д’Италия», призёр Олимпийских игр и чемпионата мира.

## Карьера

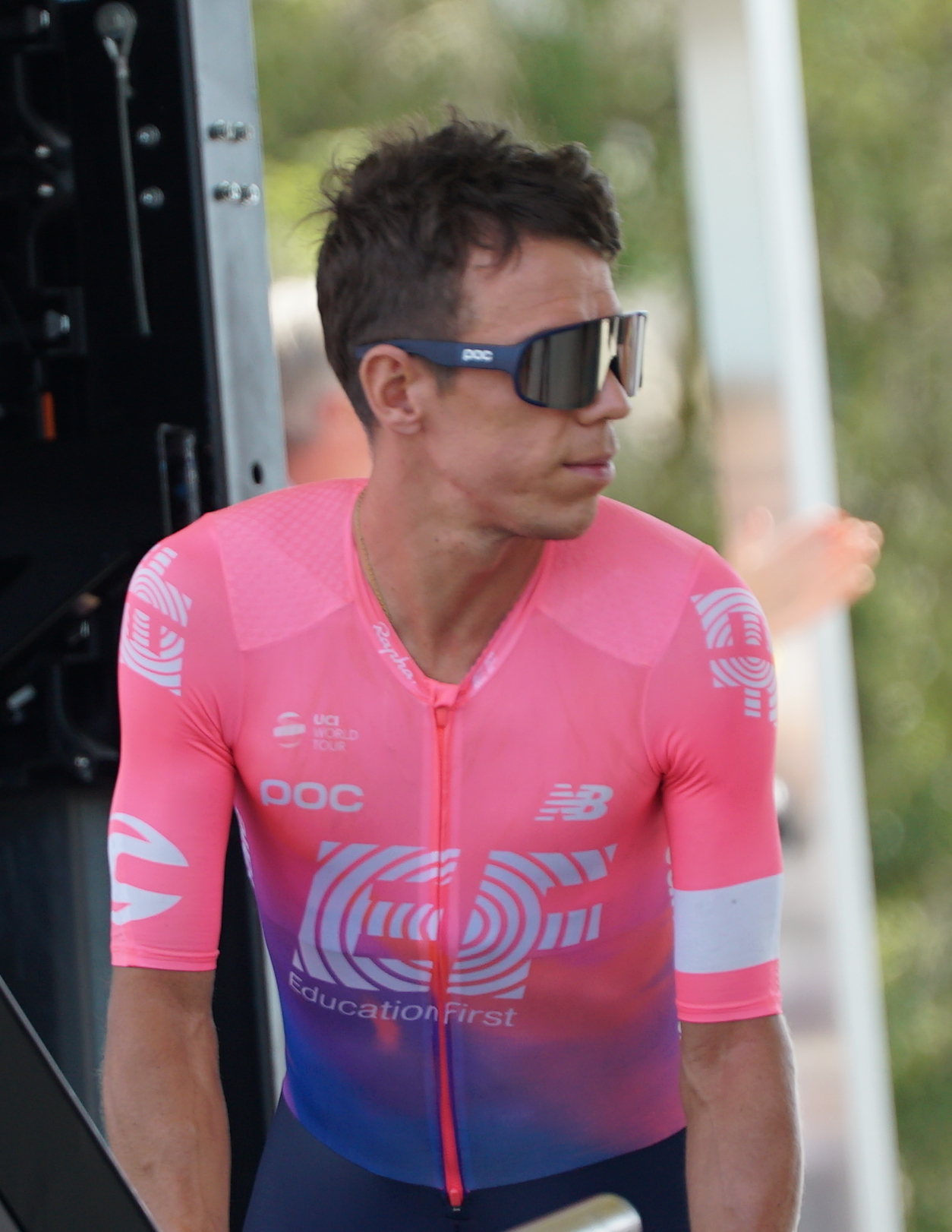
2019 год

Ригоберто Уран начал заниматься велоспортом в четырнадцатилетнем возрасте, но вскоре вынужден был прервать тренировки из-за гибели отца в перестрелке. Уран вынужден был зарабатывать продажей лотерейных билетов. Два года спустя Ригоберто вернулся в велоспорт, а в девятнадцатилетнем возрасте переехал в Италию, подписав контракт с командой Tenax. занял второе место на чемпионате Колумбии в гонке с раздельным стартом.
2007 год колумбиец провёл в составе шведской команды Unibet.com. Он занял второе место на чемпионате Колумбии в гонке с раздельным стартом, а на гонке Euskal Bizikleta одержал первую профессиональную победу, быстрее всех преодолев двадцатикилометровую дистанцию разделки. Спустя месяц Уран одержал победу на этапе Тура Швейцарии, который он закончил на итоговой девятой позиции. На четвёртом этапе Тура Германии Ригоберто оказался в сильном отрыве (который и разыграл победу на этапе), но на одном из спусков колумбиец упал, сломав запястье и оба локтя. Эта травма вынудила Урана досрочно завершить сезон.
После восстановления Ригоберто перешёл в команду Caisse d'Epargne. Несмотря на последствия травмы, Уран занял второе место на Вуэльте Каталонии, третье на Джиро ди Ломбардия, а также принял участие в Пекинской Олимпиаде, но не смог завершить групповую гонку.
В 2009 году Ригоберто показал пятый результат на недельной гонке Тур Романдии, а в июле впервые принял участие в Тур де Франс, который он завершил на итоговой 51-й позиции. Спустя год Уран принял участие уже в двух супермногодневках: Джиро он закончил 35-м, а Вуэльту — 32-м.
2011 год колумбиец начал в составе британской Sky Procycling. Уран стал четвёртым на Вуэльте Каталонии, пятым на Льеж-Бастонь-Льеж и был главным фаворитом в молодёжной номинации на Тур де Франс. Некоторое время Ригоберто возглавлял этот зачет после удачного горовосхождения на Плато де Бейль, но на одном из этапов он упал и получил травму, из-за чего не смог полноценно бороться за белую майку. Результатом выступления для Урана стала итоговая 23-я позиция и шестое место в зачёте молодых гонщиков. В конце сезона колумбиец замкнул тройку сильнейших на Гран При Квебека.
В 2012 году Уран выиграл один из этапов Вуэльты Каталонии, которую он закончил пятым. А Джиро д’Италия Уран вновь был главным фаворитом в молодёжной номинации, но на этот раз смог подтвердить звание фаворита, став лучшим молодым гонщиком и седьмым в общем зачёте.
На Олимпийских играх 2012 в Лондоне завоевал серебряную медаль в групповой гонке. Уран вместе с Александром Винокуровым смогли оторваться за 6 км до финиша и разыграли между собой две медали.

## Выступления

### Многодневные гонки
| Гранд-Туры          | Гранд-Туры | Гранд-Туры | Гранд-Туры | Гранд-Туры | Гранд-Туры | Гранд-Туры | Гранд-Туры | Гранд-Туры | Гранд-Туры | Гранд-Туры | Гранд-Туры | Гранд-Туры |
| Гранд-тур           | 2007       | 2008       | 2009       | 2010       | 2011       | 2012       | 2013       | 2014       | 2015       | 2016       | 2017       | 2018       |
| ------------------- | ---------- | ---------- | ---------- | ---------- | ---------- | ---------- | ---------- | ---------- | ---------- | ---------- | ---------- | ---------- |
| Джиро д’Италия      | —          | —          | —          | 35         | —          | 7          | 2          | 2          | 14         | 7          | —          | —          |
| Тур де Франс        | —          | —          | 49         | —          | 24         | —          | —          | —          | 42         | —          | 2          | НФ         |
| Вуэльта Испании     | —          | —          | —          | 31         | —          | 29         | 27         | НФ         | —          | —          | —          | 7          |
| Многодневки         |            |            |            |            |            |            |            |            |            |            |            |            |
| Гонка               | 2007       | 2008       | 2009       | 2010       | 2011       | 2012       | 2013       | 2014       | 2015       | 2016       | 2017       | 2018       |
| Париж — Ницца       | —          | —          | —          | —          | 29         | 12         | —          | —          | —          | —          | —          | —          |
| Тиррено — Адриатико | —          | —          | —          | 14         | —          | —          | 25         | 31         | 3          | 49         | 8          | 10         |
| Вуэльта Каталонии   | 40         | 2          | 13         | —          | 4          | 5          | 28         | 30         | 5          | 10         | —          | —          |
| Тур Страны Басков   | —          | —          | —          | НФ         | 60         | —          | —          | —          | —          | —          | 9          | НФ         |
| Тур Романдии        | 59         | 20         | 5          | —          | —          | —          | —          | 14         | 5          | НФ         | 21         | —          |
| Критериум Дофине    | —          | 37         | 54         | —          | 28         | —          | —          | —          | —          | —          | —          | —          |
| Тур Швейцарии       | 9          | —          | —          | 7          | —          | —          | —          | —          | —          | —          | —          | —          |

### Однодневные гонки
| Монументальные          | 2007                   | 2008                   | 2009                   | 2010                   | 2011                   | 2012                   | 2013                   | 2014                   | 2015                   | 2016                   | 2017                   | 2018                   |
| ----------------------- | ---------------------- | ---------------------- | ---------------------- | ---------------------- | ---------------------- | ---------------------- | ---------------------- | ---------------------- | ---------------------- | ---------------------- | ---------------------- | ---------------------- |
| Милан — Сан-Ремо        | —                      | —                      | —                      | 81                     | —                      | —                      | —                      | —                      | —                      | —                      | —                      | —                      |
| Тур Фландрии            | не участвовал в гонках | не участвовал в гонках | не участвовал в гонках | не участвовал в гонках | не участвовал в гонках | не участвовал в гонках | не участвовал в гонках | не участвовал в гонках | не участвовал в гонках | не участвовал в гонках | не участвовал в гонках | не участвовал в гонках |
| Париж — Рубе            | не участвовал в гонках | не участвовал в гонках | не участвовал в гонках | не участвовал в гонках | не участвовал в гонках | не участвовал в гонках | не участвовал в гонках | не участвовал в гонках | не участвовал в гонках | не участвовал в гонках | не участвовал в гонках | не участвовал в гонках |
| Льеж — Бастонь — Льеж   | —                      | —                      | 102                    | —                      | 5                      | НФ                     | 53                     | —                      | —                      | —                      | 21                     | 54                     |
| Джиро ди Ломбардия      | —                      | 3                      | 20                     | 11                     | 19                     | 3                      | НФ                     | НФ                     | —                      | 3                      | 22                     | 4                      |
| Классические            | 2007                   | 2008                   | 2009                   | 2010                   | 2011                   | 2012                   | 2013                   | 2014                   | 2015                   | 2016                   | 2017                   | 2018                   |
| Классика Сан-Себастьяна | 26                     | —                      | —                      | —                      | 9                      | 22                     | —                      | —                      | 10                     | 25                     | 23                     | 6                      |
| Гран-при Квебека        | гонка не проводилась   | гонка не проводилась   | гонка не проводилась   | —                      | 3                      | —                      | —                      | —                      | 1                      | 10                     | 47                     | —                      |
| Гран-при Монреаля       | гонка не проводилась   | гонка не проводилась   | гонка не проводилась   | —                      | 45                     | —                      | —                      | —                      | 25                     | 29                     | 24                     | —                      |

| —  | Не участвовал  |
| НФ | Не финишировал |